# Дементьев, Виктор Михайлович
Виктор Михайлович Дементьев (21 апреля 1945, Летуново, Московская область — 3 сентября 2018) — советский гребец. Мастер спорта СССР международного класса.
Учился в Коломенском педагогическом институте. В академическую греблю пришёл в 1962 году. Представлял общество «Труд» (Коломна). Его тренерами были В. И. Питиримов и В. Филаретов. Становился чемпионом СССР в 1972 году в восьмёрке.
Являлся членом сборной СССР с 1972 года. Участник Олимпийских игр 1972 года в Мюнхене (восьмёрка).